# Niccolo di Conti
Niccolò di Conti (auch Nicolo de’ Conti, Niccolo da Conti, dei Conti; * um 1395 in Chioggia; † 1469) war ein venezianischer Kaufmann und Entdeckungsreisender.

## Leben und Reisen
Um 1419 verließ er Venedig und ließ sich in Damaskus nieder. Er bereiste Ägypten und konvertierte der Form halber zum Islam. Um seine Reisepläne nach Indien möglich zu machen, heiratete er eine Muslimin — denn damals war Christen eine Reise in den Osten versperrt, um das Handelsmonopol mit Indien und China nicht zu gefährden. Er lernte Arabisch und bereiste bis 1444 Asien.
Niccolo di Conti reiste zunächst durch die Wüste nach Bagdad, dann per Schiff auf dem Tigris nach Basra. Über den Persischen Golf führte sein Weg nach Persien und Indien. Von Cambay aus bereiste er die Westküste nach Pacamuria. Er querte den indischen Subkontinent und besuchte Vijayanagar (Hauptstadt des Dekkan bis 1556). An der Ostküste stattete er dem Grab des Heiligen Thomas in Mylapore seinen Besuch ab. Über Burma und Bengalen ging es nach Pedir (Nord-Sumatra), wo er für ein Jahr blieb (um 1421). Danach ging es nach Java, von dort nach Champa (Vietnam). Die Rückreise erfolgte über Calicut, Cambay, Aden, Berbera, Jiddah, den Sinai und Kairo.
1444 kehrte Niccolo di Conti nach Venedig zurück. Poggio Bracciolini, der Sekretär des Papstes Papst Eugen IV., schrieb seine Reiseberichte nieder.
Es wird spekuliert, ob Conti auch Kontakt mit chinesischen Händlern hatte, die ihm über Japan berichteten. Seine Berichte über die fremden Länder Asiens dienten u. a. Martin Behaim als Grundlage für seinen Globus.
Die Berichte von Niccolo di Conti beeinflussten den Schöpfer der genuesischen Weltkarte von 1457 in Form von geografischen Konzeptionen und mehreren Zitaten und Namen, die direkt von Conti übernommen wurden.